# Sport en Australie
La pratique de sport en Australie est populaire et répandue. Le nombre de participations et de spectateurs est plus élevé que dans les autres pays, en comparaison avec la densité de la population. On en voit la preuve lors des Jeux olympiques et lors des Jeux du Commonwealth, mais aussi dans les autres évènements sportifs internationaux, particulièrement dans les sports d'eau et les sports collectifs. Le climat et l'économie australienne permettent en effet aux Australiens d'avoir des conditions idéales pour participer à de nombreux sports, mais aussi pour aller les voir en tant que spectateur.
Le sport est soutenu de manière intense par le gouvernement, à tous ses niveaux. En 2000, les fonds totaux du gouvernement pour le sport et les activités récréatives s'élevaient à 2 124,2 millions de dollars. Ces fonds se décomposaient ainsi : les contributions du gouvernement du Commonwealth s'élevaient à 19,89 millions de dollars (9 %), l'État et les territoires australiens contribuaient à hauteur de 875,2 millions de dollars (41 %) et les collectivités locales avançaient 1 050,1 millions de dollars (49 %). L'Australian Sports Commission (ASC) est la fédération dépendant du gouvernement qui est responsable de la redistribution des fonds. Cette fédération fixe aussi les axes stratégiques des activités sportives australiennes et détermine les actions de l'institut des sports australien. Chaque État et territoire a aussi des agences responsables de la sécurité des sports et jeux. De plus, chacun des États et territoires gère ses instituts et académies de sport.
À travers le pays, on trouve une grande variété de sports. Selon les statistiques officielles du gouvernement, en juin 2005, les sports les plus populaires en termes d'affluence des spectateurs étaient par ordre d'importance le football australien, les courses hippiques, les sports mécaniques, le rugby à XIII, le cricket, le rugby à XV, le ski et le football. Les recherches d'une société de marketing ont montré, en juillet 2006, que les attractions qui attiraient le plus les adultes dans les capitales étaient le ski, le cricket, la natation, le tennis, le football australien, le football, le rugby à XIII, le rugby à XV et les sports automobiles. En termes d'audience télévisuelle, selon The Guardian, cité par Australie-Australia.com,  c’est le rugby à XIII qui est  le sport le plus suivi d’Australie, devant le football australien, dit « footy », loin devant le football ou le rugby à XV. En 2014, 590 000 personnes étaient chaque semaine devant leur poste pour la National Rugby League, contre 82 000 auditeurs hebdomadaires pour le Super 15  . La Grande Finale du Championnat NRL, ou la série des  State of Origin sont suivis par plus de 4 millions et demi de  téléspectateurs (20 % d'audimat). 
Selon les statistiques officielles datées de juin 2005, les formes les plus populaires d'"activités récréatives physiques" chez les australiens âgés de 15 ans et plus, étaient la marche, l'aérobic et le fitness, la natation, le golf, le tennis, le football et le football australien. Selon quelques sources, la signification culturelle et la longue histoire du cricket en Australie expliquent qu'il est considéré comme un "sport national",. Les téléspectateurs regardent beaucoup le sport à la télévision. En fait, 9 des émissions les plus regardées du top 10 en 2005 étaient des programmes de sport, dont quatre de rugby à XIII (les 3 "State of Origin" et la "Grand Final").
La dévotion de la population concernant le sport est telle qu'elle est décrite parfois humoristiquement comme une "religion nationale australienne" Des comiques populaires nationaux comme  dans la série The Twelfth Man ou encore le duo comique Roy and HG montrent l'amour et l'obsession de l'Australie pour le sport sous forme de parodie.
Les ligues sportives professionnelles australiennes utilisent un modèle basé sur la franchise comme les ligues professionnelles de sport américaines. Le système européen d'organisation des ligues de sport professionnelles, caractérisé par un système de promotion et relégation, n'est pas utilisé en Australie, du moins au niveau professionnel.
En octobre 2007, le gouvernement australien a annoncé la mise en place d'une nouvelle police des drogues pour le sport qui, il espère, sera adoptée par tous les corps sportifs et qui devrait amener 6000 contrôles antidopage par an.

## Football australien

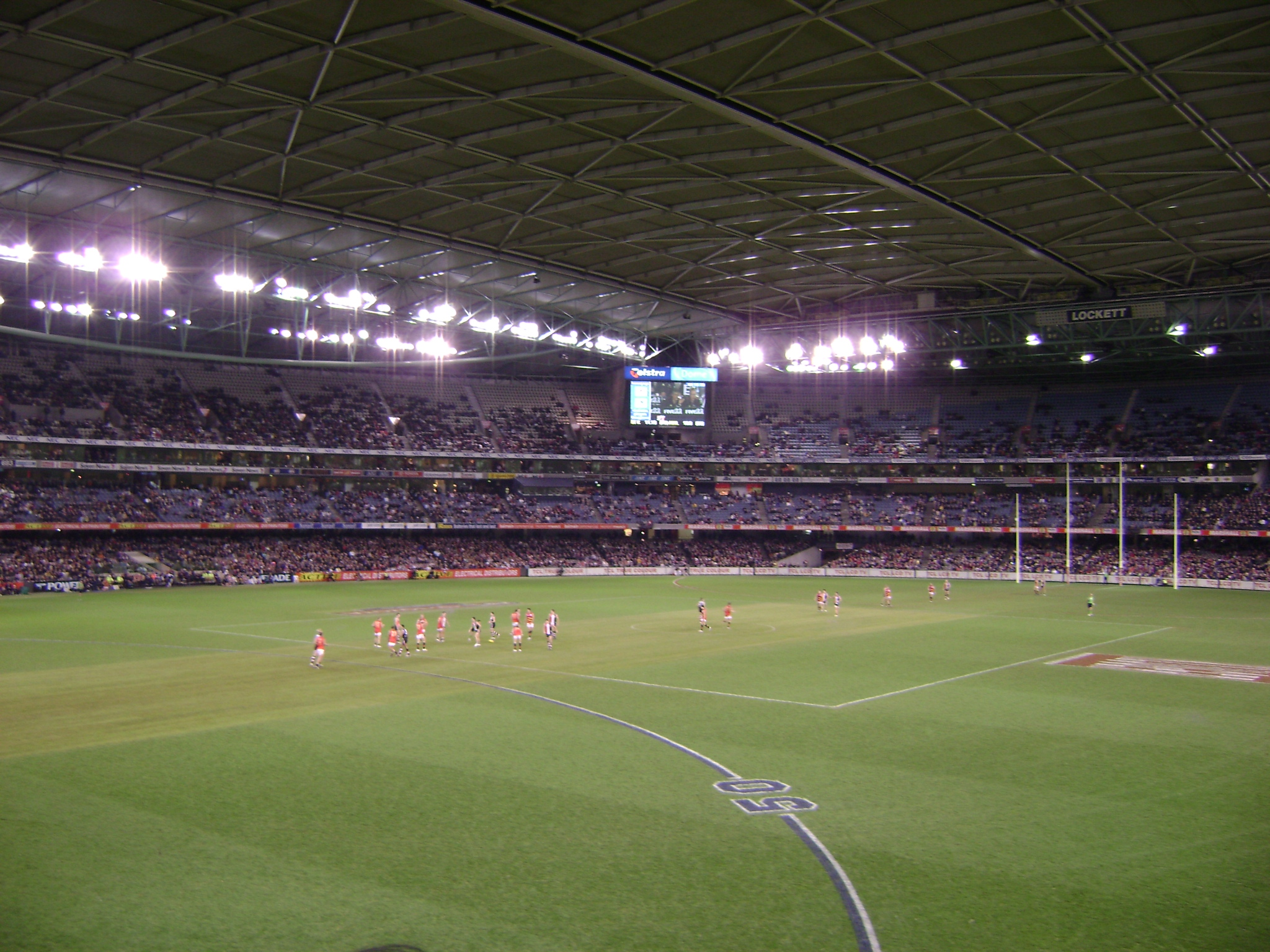
Un match au stade Etihad Stadium, un des deux lieux majeurs à Melbourne de l'AFL

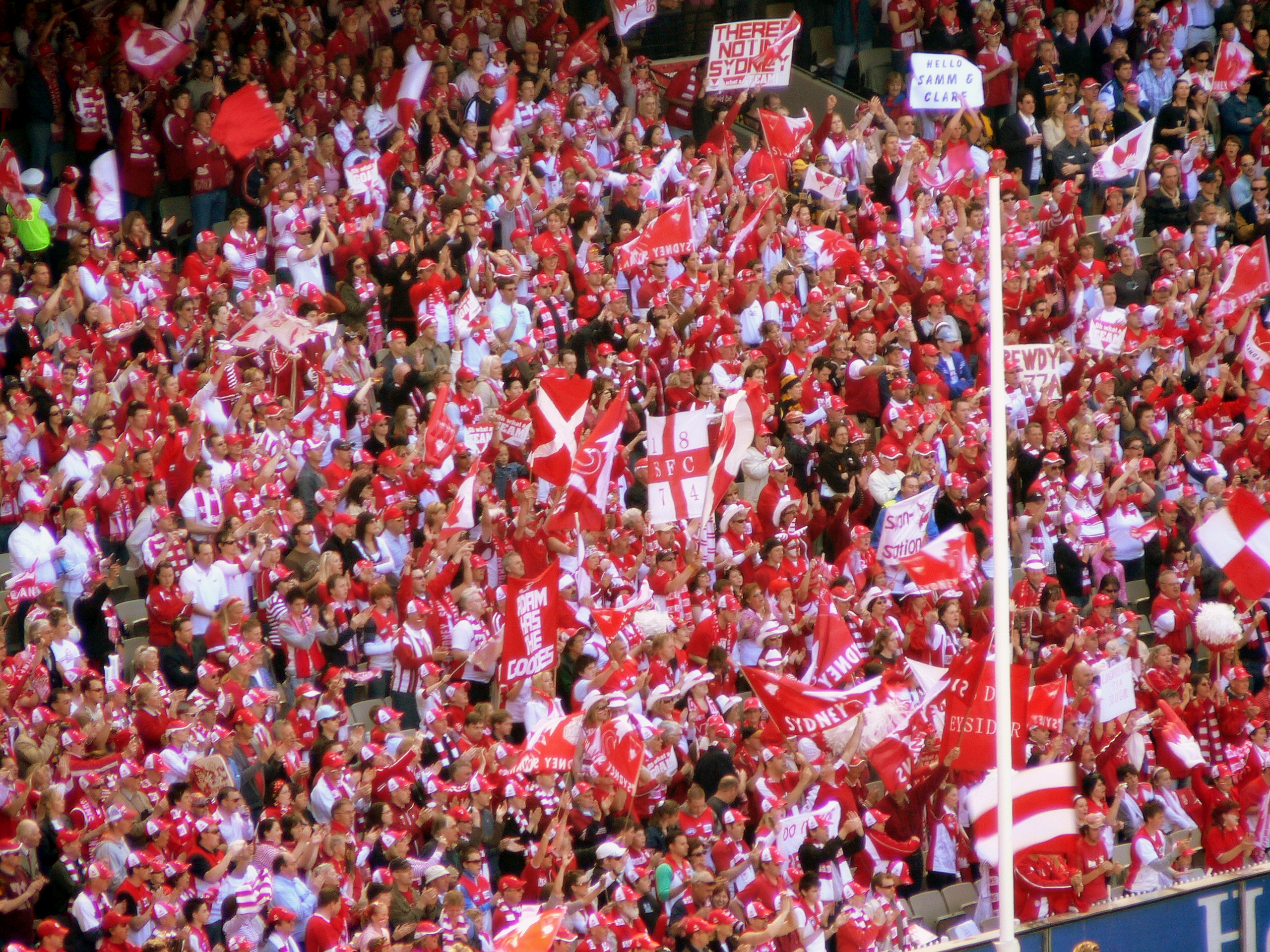
Banc des fans à Sydney lors de l'AFL Grand Final en 2006.

Le football australien est joué dans tous les États et tous les territoires australiens. Le jeu est communément appelé sous les termes de football, « footy », « Aussie rules » ou (de manière erronée) comme « AFL », après que le sport soit devenu principalement régi par l'Australian Football League. En 2008, les jeux de l'AFL ont attiré au total 7 083 015 spectateurs, un record pour cette compétition et une affluence moyenne de 38 295 spectateurs. Les jeux AFL ont la 4e meilleure moyenne d'affluence mondiale pour une ligue professionnelle nationale, et la 3e parmi toutes les compétitions de football (ils sont seulement dépassés par la NFL, la première ligue indienne en Twenty20 au cricket, et la Bundesliga en Allemagne).
Une estimation datant de 2007 a révélé que le football australien comptait 615 549 participants, une augmentation d'environ 34 000 participants depuis 2006, et 6,7 pour cent de ces participants ne sont pas anglophones. Les statistiques de la Commission des sports australienne montrent une augmentation de 42% du nombre total de joueurs sur les 4 ans, de 2001 à 2005.
Le football est le sport d'hiver prédominant en Australie-Méridionale, en Tasmanie, au Victoria et en Australie-Occidentale.
Chaque État a sa ligue locale et il y a des compétitions amateurs, enfants, juniors, masters et féminines. La plupart des villes et villages, dans les zones où le football est très populaire, ont au moins une équipe qui concourt dans des compétitions locales.

## Baseball
Le baseball, comme de nombreux sports traditionnels américains en Australie, a vu s'accroître sa popularité au début des années 1990 avec la formation de la ligue de baseball australienne.
Ce sport a subi un déclin de sa popularité en Australie après l'effondrement de la ligue de baseball australienne en 1999, mais ce sport est toujours joué dans la totalité du pays. Depuis la médaille d'argent olympique obtenue par l'équipe d'Australie lors des Jeux olympiques d'été de 2004, le quota de participation dans la majorité de l'Est de l'Australie est resté stable. Cependant, il y a eu une forte augmentation de la participation et de la popularité de ce sport dans l'Australie Occidentale.
En 2003, il y avait à peu près 57 000 australiens qui jouaient au baseball dans environ 5000 équipes. Plusieurs Australiens ont attiré l'attention des recruteurs et sont partis jouer aux États-Unis et au Japon.

## Basket-ball
La ligue nationale de basket-ball australienne a été créée en 1978 et est une compétition majeure australienne. Il y a maintenant dix équipes dans le pays, plus une équipe en Nouvelle-Zélande. Certains joueurs ont joué à la NBA comme Andrew Gaze, Andrew Bogut, Chris Anstey, Shane Heal et Luc Longley. La première compétition féminine de basket-ball est la Women's National Basketball League, avec la joueuse Lauren Jackson, qui a remporté la récompense de la meilleure joueuse WNBA en 2003, 2007 et 2010. Dans les dernières années, de nombreux jeunes australiens ont choisi de jouer au basket-ball universitaire américain aux États-Unis, le plus célèbre d'entre eux est Andrew Bogut qui a rejoint la NBA en 2005.
Dans la première moitié des années 1990, le basket-ball était un des sports les plus regardés à la télévision et a gagné une popularité massive, spécialement chez les jeunes téléspectateurs. Depuis cette époque, sa popularité a décliné, mais garde toujours une attention notable du public.

## Cricket

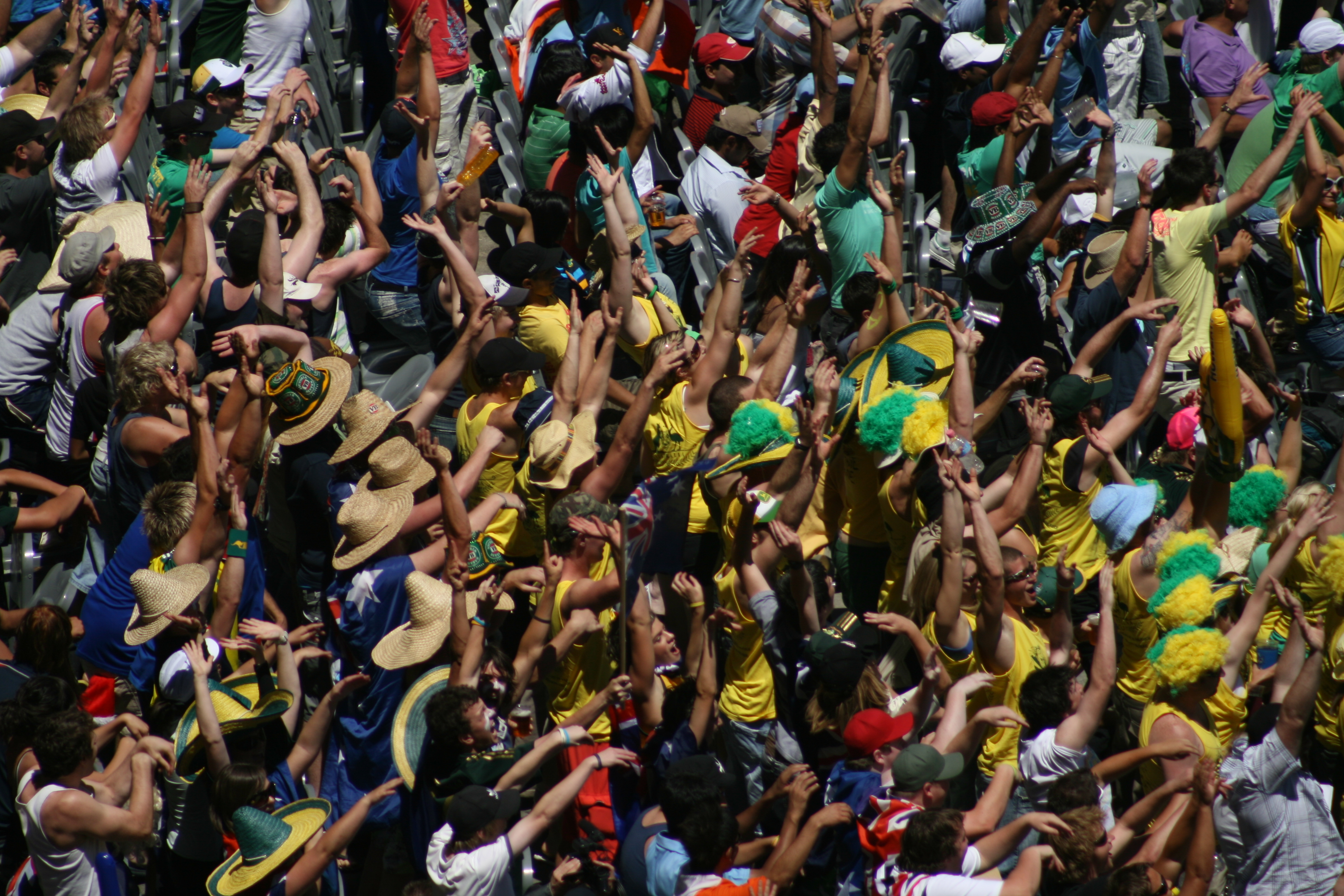
Supporters lors du Boxing Day test au Melbourne Cricket Ground en 2007

Le cricket existe depuis longtemps en Australie et est un des sports les plus populaires. Ce sport est joué tant au niveau local qu'aux niveaux internationaux et nationaux. C'est un sport d'été attendu et à la différence des nombreux codes de football qui existent en Australie, les règles sont bien suivies dans l'ensemble du pays. L'équipe nationale de cricket australienne a été la championne du premier test-match en 1877, et elle est aujourd'hui considérée comme une équipe leader au niveau international. L'équipe australienne est en effet sans conteste une équipe dominante, ayant remporté de nombreux matchs pendant les années 2000. La première équipe australienne à avoir joué à l'extérieur en 1868 était composée exclusivement de joueurs aborigènes, elle s'appelait 1868 Aboriginal cricket tour of England. L'équipe nationale australienne qui est allée en Angleterre en 1948 s'appelait Les Invincibles et avait comme capitaine Donald Bradman. Dans les dernières années, elle a eu d'autres capitaines, dont Allan Border, Mark Taylor, Steve Waugh, et actuellement Ricky Ponting. Pendant l'année 2007, l'Australie a gagné la Coupe du monde de cricket quatre fois sur les neuf coupes organisées, et trois fois à la suite. L'Australie domine le cricket mondial depuis le milieu des années 1990, elle était dans toutes les finales mondiales depuis 1996 et est invaincue dans les matchs de la coupe du monde depuis 1999. Elle n'a subi aucune défaite pendant les matchs de la coupe en 2003 et 2007.
Les compétitions nationales entre les villes prennent trois formes : la compétition de first-class appelée Sheffield Shield, la compétition de List A cricket nommée Ford Ranger One Day Cupet la compétition de Twenty20 appelée le KFC Twenty20 Big Bash. Les tournois de Sheffield Shield et de Ford Ranger One Day Cup se présentent sous la forme de rencontres de toutes les équipes à domicile et à l'extérieur, puis les deux meilleures équipes se rencontrent dans un match final. Le tournoi de KFC Twenty20 Big Bash est similaire, sauf que chacune des équipes ne se rencontre qu'une fois avant la finale.

## Golf
L'Australie est une puissance sportive importante de longue date en golf, et compte de très nombreux terrains réputés et de nombreux joueurs très bien classés. Au 31 décembre 2007, L'Australie comptait 20 joueurs dans le top 100 du classement officiel mondial, elle était donc placée derrière les États-Unis et juste devant le Royaume-Uni. L'Open australien a été le premier à être joué en 1904 et est l'un des évènements majeurs annuels du PGA Tour of Australasia. L'un des golfeurs australiens les plus connus est Greg Norman, classé numéro un mondial de nombreuses fois pendant les années 1980 et 1990. Parmi les golfeurs australiens, il y a aussi Stuart Appleby, Adam Scott, Steve Elkington, Ian Baker-Finch, Nick O'Hern et Karrie Webb. L'Australie organise aussi un tour professionnel féminin, l'ALPG Tour. La Fédération nationale de golf en Australie se nomme Golf Australia.
En termes de championnats majeurs gagnés, Webb mène sur ses compatriotes australiennes avec sept majors remportés; elle est aussi la seule golfeuse de l'histoire à avoir gagné cinq tournois différents reconnus comme majeurs par le plus important tournoi féminin, le LPGA américain. Du côté des hommes, l'australien le plus victorieux au niveau des tournois majeurs est Peter Thomson, qui a gagné l'Open Championship cinq fois. On trouve également parmi les vainqueurs australiens Jan Stephenson, qui a gagné trois tournois féminins majeurs de LPGA au début des années 1980; Wayne Grady, qui a gagné le titre PGA américain en 1990; et Kel Nagle, qui a battu Arnold Palmer d'un coup à St Andrews lors des Open Championship de 1960.
Dans le domaine des loisirs, l'Australie possède le plus grand terrain de golf au monde, nommé le Nullarbor Links, s'étendant sur plus de 1 300 km, dans la plaine de Nullarbor. Ce terrain de golf parcourt deux États, avec un départ à Ceduna, en Australie-Méridionale, une fin à Kalgoorlie, en Australie-Occidentale, et nécessite entre trois et quatre jours pour être complété. Le joueur se doit de se déplacer entre les 71 trous, dont certains sont parfois situés à plus de 80 km de la route principale. Chaque participant reçoit un certificat après avoir terminé le parcours.
Le pays possède également, à Coober Pedy, le seul terrain de golf au monde dépourvu de gazon ainsi que le seul à partager un partenariat avec le très célèbre Royal and Ancient Golf Club of St Andrews, en Écosse, considéré comme le berceau du golf.

## Hippisme

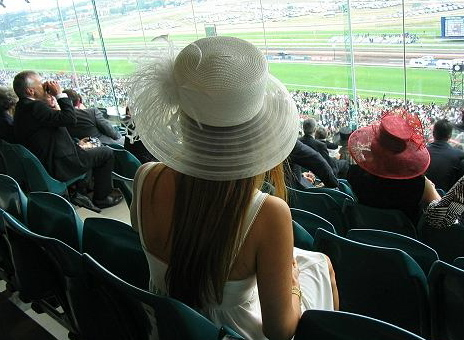
Le Melbourne Cup.

Les courses de pur-sang australiens sont organisées par l'Australian Racing Board, qui est l'autorité australienne mettant en place les règles des courses et qui veille à leur application.
La course hippique est le troisième évènement du pays attendu par les australiens, derrière le football australien et le championnat de rugby à XIII. Cet évènement a amené 2 millions d'entrées pour les 379 courses hippiques qui se sont déroulées dans l'ensemble de l'Australie pour la saison 2002-2003. En plus d'être un sport qui attire des spectateurs, la course hippique est aussi une industrie, qui fournit des emplois à temps plein ou partiel à environ 250 000 personnes, soit l'équivalent de 77 000 emplois. Environ 300 000 personnes ont des intérêts directs en tant que propriétaires ou comme membres des syndicats sur les  31 000 chevaux qui concourent en Australie.
L'intérêt du public pour les courses hippiques, spécialement pendant les courses de printemps (appelées spring racing carnival) et d'automne, a connu une augmentation majeure ces dernières années avec plus de 100,000 personnes présentes aux courses de la Melbourne Cup et du VRC Oaks. Les courses de la Caulfield Cup et du W S Cox Plate attirent aussi beaucoup de monde. La course de printemps 2008 a attiré environ 400 000 personnes pendant les 4 jours de l'évènement.
Tout au long de son histoire, la course hippique a pris part dans la culture australienne (le jour de la Melbourne Cup est même devenu un jour férié) et a développé un vocabulaire riche et coloré dans le langage australien mais a également permis la découverte de grandes icônes australiennes comme les chevaux Phar Lap, Tulloch, Bernborough, Carbine, Kingston Town et Makybe Diva.
La course sous harnais est un autre type de course pratiquée en Australie. Des chevaux d'attelage trottent, en diagonale, ou plus souvent perpendiculairement à la piste, avant de s'élancer, toujours au trot, avec d'autres chevaux (8 à 12) sur une piste circulaire de 600 à 1 400 mètres. Le galop est interdit.
Les australiens ont monté aussi une équipe de Polo qui concourt maintenant au niveau international.

## Sports motorisés

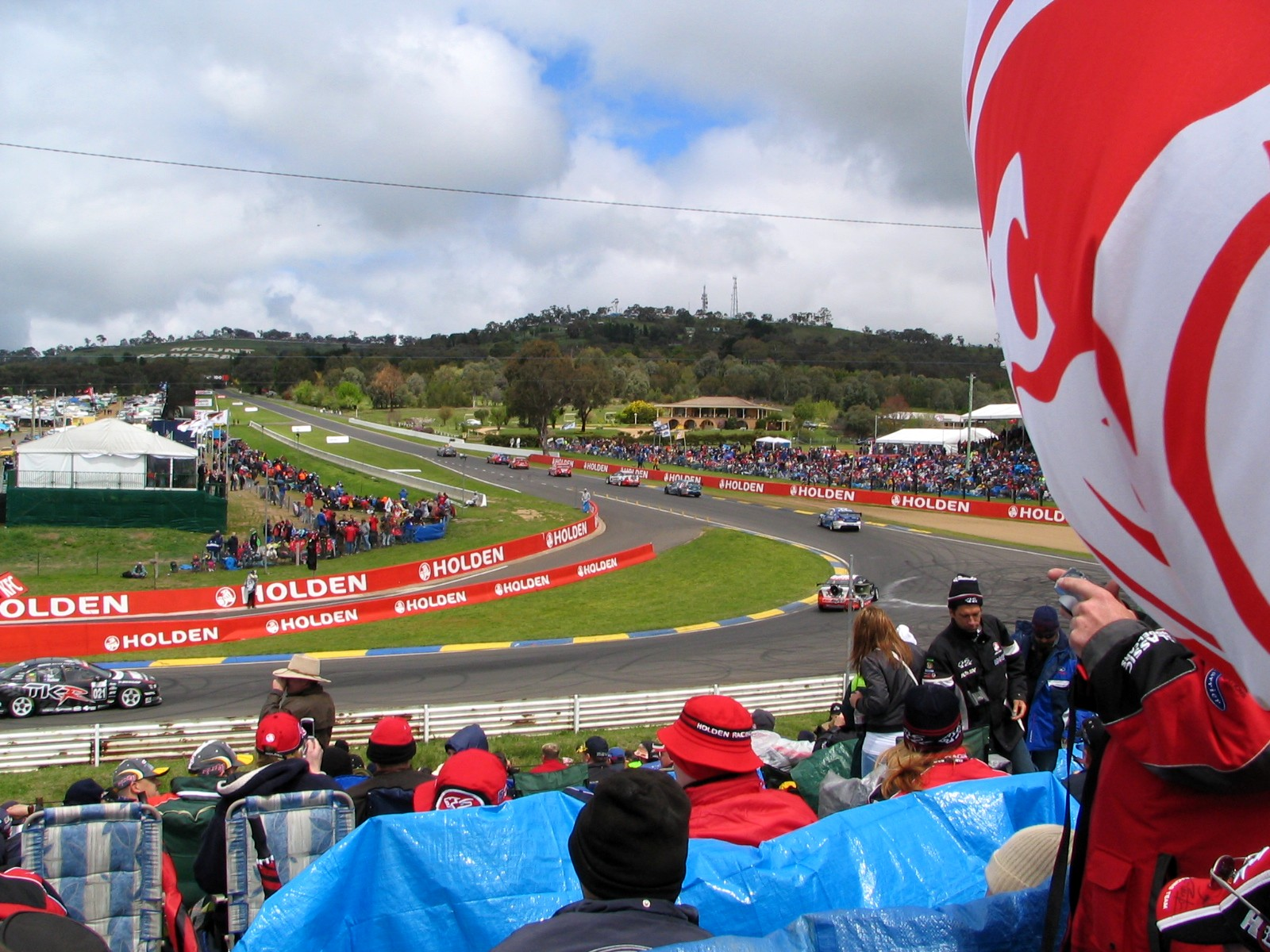
The Bathurst 1000.

Les sports motorisés sont aussi des sports populaires qui attirent de nombreux spectateurs en Australie bien qu'il y ait relativement peu de compétiteurs comparés à d'autres sports en raison des hauts coûts des courses. La course la plus suivie est le V8 Supercars, et plus spécialement le Bathurst 1000. Les autres courses pratiquées en Australie sont la Formule 3, les courses de Superbike, et le touring car. Depuis 1985, l'Australie accueille une course du championnat de Formule 1. Pendant les 10 premières années, le Grand Prix avait une de ses courses à Adelaide. Melbourne l'a ensuite remplacé à partir de 1996. En 1988, l'Australie a accueilli pour la première fois un rallye du Championnat du monde des rallyes et a continué jusqu'en 2006. C'est en 2009 que l'Australie a vu le retour de ce championnat. L'A1 Grand Prix est une autre course internationale accueillie par ce pays sur le circuit urbain de Surfers Paradise. Depuis sa création en 2005, l'Australie a couru le championnat de l'A1 Grand Prix. Les Championnats du monde de vitesse moto et les Championnats du monde de Superbike ont également fait des courses à Phillip Island.

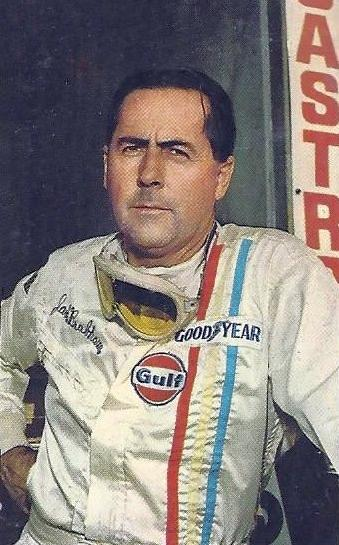
J. Brabham en 1969.

Le coureur automobile australien le plus connu de tous les temps est Sir Jack Brabham. Il a gagné le titre de la Formule 1 en 1959 et 1960 dans l'écurie Cooper-Climax et a obtenu un troisième titre en 1966 avec son écurie Brabham-Repco, le seul titre gagné par un coureur avec une voiture construite par lui-même. Jack Brabham était second en 1967 et a gagné son dernier grand prix en 1970, avant de se retirer et de devenir seulement le deuxième australien après Don Bradman à être anobli pour ses services rendus en sport. En 1980 Alan Jones est devenu le seul autre australien à gagner un championnat de formule 1, avec l'écurie Williams-Ford. Michael Doohan est reconnu comme l'un des meilleurs motocyclistes de tous les temps après ses 5 titres consécutives obtenus avec l'écurie Honda dans les 500 cm3 de 1994 à 1998. Wayne Gardner a aussi gagné le titre sur les 500 cm3 en 1989 et Casey Stoner est devenu champion du monde en 2007, amenant son écurie Ducati pour la première fois à la première place. Deux coureurs australiens ont remporté le titre du superbike, Troy Corser (1996 et 2005) et Troy Bayliss (2001, 2006 et 2008).

## Netball
Le netball a le plus haut niveau de participation de tous les sports féminins en Australie. Il rivalise avec le cricket, le football australien et le football classique au niveau du nombre de participants dans toutes les équipes du pays. Le jeu est régi par la fédération Netball Australia au niveau national, qui régit les équipes nationales et l'organisation des compétitions nationales.
L'équipe d'Australie de netball, avec ses éternels rivaux néo-zélandais, les Silver Ferns, domine le jeu au niveau international. Les compétitions internationales les plus importantes sont les championnats du monde de netball, où l'Australie a récemment remporté la première place en 2007, et les Jeux du Commonwealth où le netball a fait son apparition en 1998.
Au niveau national, les meilleurs joueurs se rencontraient auparavant pour gagner le Commonwealth Bank Trophy. Depuis la saison 2008, les joueurs se rencontrent lors du Tasman Trophy Netball League, une compétition formée de cinq équipes venant d'Australie, et cinq venant de Nouvelle-Zélande. Le netball en salle est une version plus rapide de ce jeu, avec des règles différentes. Ce sport en salle est populaire tant du côté féminin que masculin et est composé de compétitions mixtes. En 2001, un championnat mondial de netball en salle a eu lieu.

## Rugby à XIII

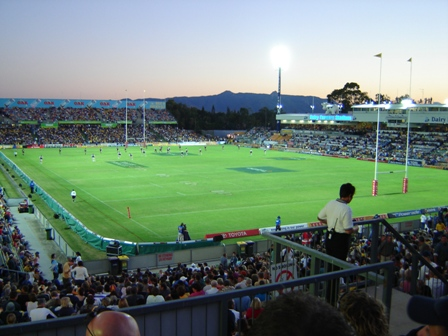
Partie de rugby à XIII jouée à Townsville, Queensland.

La Fédération australienne de rugby à XIII (Australian Rugby League) est le corps dirigeant pour le rugby à XIII en Australie. Elle a été fondée en 1908, à la suite d'une scission avec la Fédération de rugby à XV (Australian Rugby Union). Elle est composée d'organismes nationaux, comme la New South Wales Rugby League et la Queensland Rugby League.
La National Rugby League est la première compétition professionnelle en Australie et est composée de 16 équipes situées en Nouvelle-Galles du Sud, dans le Queensland, le Victoria, le Territoire de la capitale australienne et la Nouvelle-Zélande. Cette compétition est très populaire, avec une moyenne de plus de 16,000 spectateurs par match et des pointes à 50,000 pour un total annuel de l'ordre de 3,500,000,spectateurs (2016). La Grande Finale annuelle se déroule au Stade Olympique de Sydney devant un stade comble (85,000 spectateurs) et 4,5 millions de téléspectateurs (pour 22 millions d'habitants...). C'est un évènement comparable au Super Bowl du football aux États-Unis, sans équivalent en Australie.
Le championnat national de rugby à XIII existe aussi pour les 17-19 ans, c'est la National Youth Competition. Des équipes de deuxième division existent aussi, ainsi que de nombreuses compétitions régionales, de jeunes et de scolaires. Le nombre de joueurs licenciés est d'environ 400 000, et le nombre de pratiquants (en incluant les Féminines, le "Nines ou jeu à neuf", le "beach" et autres "touch") dépasse le million, faisant de ce sport le plus populaire d'Australie après le football australien ("Aussie rules").
Le State of Origin, une série de trois matchs entre la Nouvelle-Galles du Sud et le Queensland est l'un des plus gros évènements annuels en Australie. Joués pour la première fois en 1980, ces jeux annuels sont connus pour la régularité de la compétition et la passion montrée par les joueurs et les fans. Aucun État n'a jamais atteint un tel niveau de réussite qui est remarquable quand on considère la différence entre les populations qui se rencontrent.
Le championnat des États affiliés est une compétition annuelle organisée par la Fédération australienne de rugby à XIII, où se rencontrent 4 États affiliés : le Victoria, l'Australie-Méridionale, le Territoire du Nord et l'Australie-Occidentale plus la fédération australienne des forces de polices   et l'Australian Defence Force. Cette compétition existe depuis 1994 et l'Australie occidentale a montré une nette domination, en gagnant à cinq reprises.
Les Australian Kangaroos représentent l'Australie au niveau international dans le rugby à XIII.
L'Australie participe à de nombreuses compétitions. Le Tri-Nations est un tournoi de rugby à XIII qui a débuté en 1999 et mettant en jeu les 3 plus grosses nations en sport : Australie, Nouvelle-Zélande et Grande-Bretagne.Il est remplacé depuis 2014 par le Four-Nations auquel participe une 4° équipe qualifiée spécialement. 
La Coupe du monde de rugby à XIII a lieu depuis 1954, à cette occasion, l'Australie a gagné à 11 occasions sur les 15 tournois qui se sont déroulés, soit en 1957, 1968, 1970, 1977, 1988, 1992, 1995, 2000, 2008, 2013 et 2017. La Finale 2013, disputée en Angleterre à Old Trafford (Manchester) a vu la victoire des Kangaroos face aux Kiwis néo zélandais devant un stade comble (75,000 spectateurs). En 2017, les Kangaroos se sont à nouveau imposés en Finale, sur leur sol (à Brisbane) face à une valeureuse équipe d'Angleterre sur un score très serré (6 à 0).

## Rugby à XV

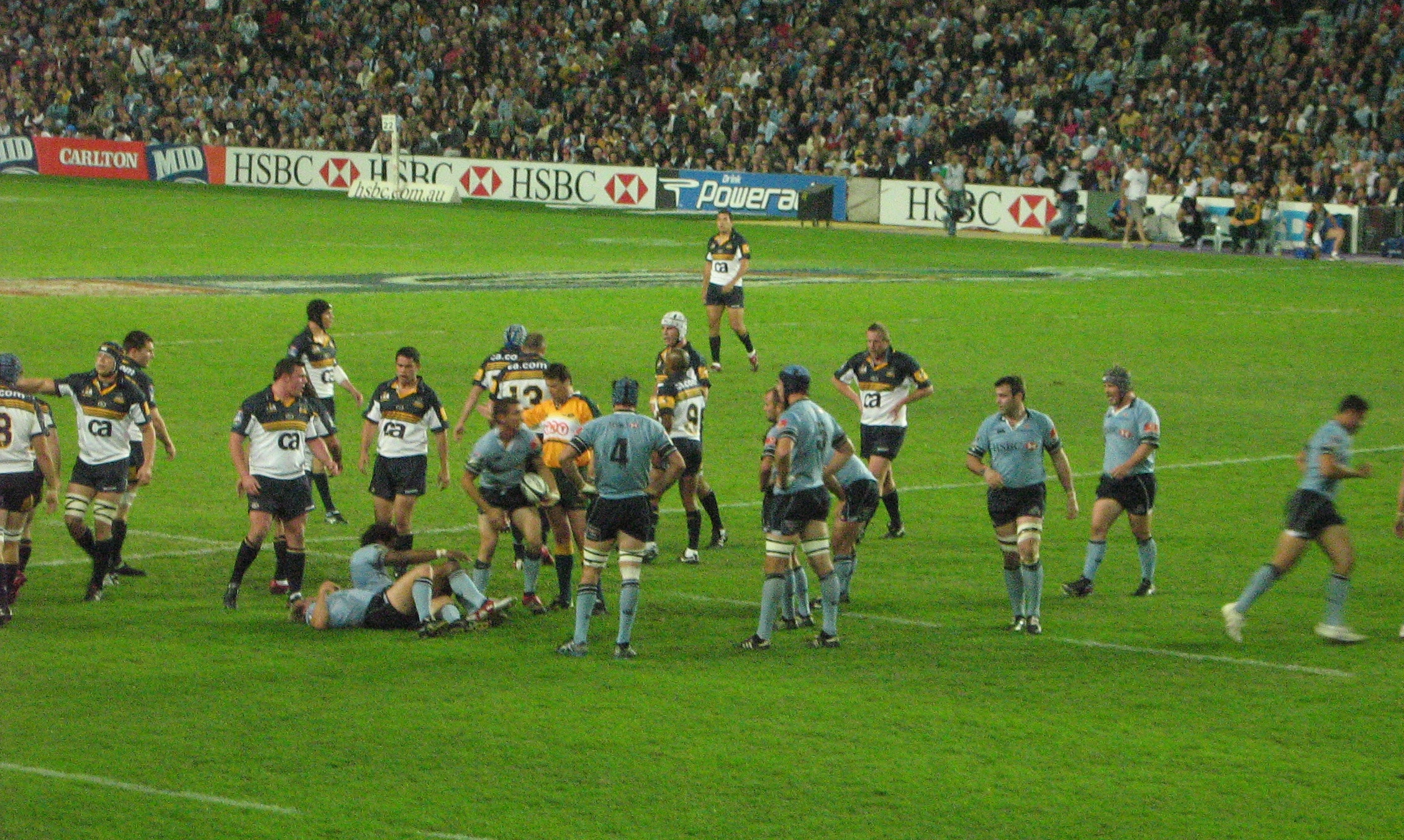
Les Waratahs contre les Brumbies au Super 14

Le premier jeu de Rugby à XV en Australie  a été joué le 25 juillet 1839. Le club Sydney University, le premier club reconnu, a été créé en 1864. À partir de 1874, de nombreux clubs émergèrent et participèrent à la compétition qui se déroulait à Sydney, où les règles de la Rugby Football Union étaient appliquées. À partir de 1908 le rugby australien connut la même scission qu'en Angleterre avec l'émergence du rugby à XIII et la création de l'Australian Rugby League.
Les équipes anglaises rencontrèrent l'Australie en 1888 et 1899. Tout au long du XXe siècle, les équipes de rugby australiennes ont été relativement compétitives, malgré la rude concurrence du rugby à XIII. En Australie, le rugby à XV est devenu un sport professionnel en 1996. L'équipe nationale de rugby à XV est les Wallabies. Dans les compétitions internationales des Wallabies, on trouve la Bledisloe Cup, une rencontre entre l'Australie et la Nouvelle-Zélande, qui depuis 1996 a été ajoutée dans les Tri-nations.
La coupe du monde de rugby à XV a débuté en 1987 et a lieu tous les 4 ans. L'Australie a gagné 2 fois cette coupe, en 1991 et 1999. Le Mandela Challenge Plate a débuté en 2000, c'était un tournoi mineur entre l'Australie et l'Afrique du Sud. Depuis 2006, il fait partie de la tri-nation, à côté de la Bledisloe cup.
La première compétition provinciale a été le Super Rugby (auparavant le Super 12), elle était constituée de 5 équipes australiennes : les Queensland Reds, les Waratahs, les Brumbies, le Western Force et les Melbourne Rebels. On y trouvait à leurs côtés 5 équipes de Nouvelle-Zélande et 5 équipes d'Afrique du Sud. Sur toutes les équipes australiennes, seules les équipes des Brumbies (2001 et 2004), les Queensland Reds (2011) et les Waratahs (2015) ont gagné un titre de Super rugby.  L'Australian Rugby Shield a été joué pour la première fois en 2000, pour montrer et promouvoir le rugby à XV dans les États voisins de New South Wales et Queensland. Il est remplacé depuis 2014 par le National Rugby Championship. Pour célébrer les 10 ans de la professionnalisation du rugby à XV, La Fédération de rugby australienne (ARU) a élu l'Équipe d'Australie de la décennie 1995-2005.

## Football

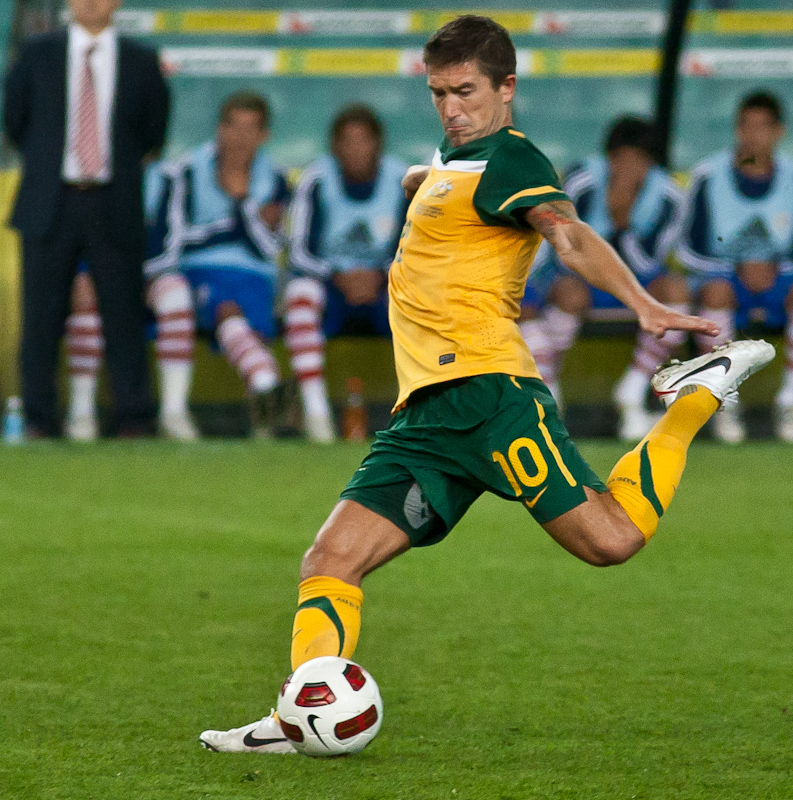
Harry Kewell.

L'équipe nationale australienne, surnommée the Socceroos, est active dans les matchs internationaux organisés pour la Coupe du monde de la FIFA. La fédération officielle, la Fédération d'Australie de football, qui était  membre de la Confédération du football d'Océanie, a rejoint la Confédération asiatique de football depuis le 1er janvier 2006. La popularité de ce sport et le nombre de spectateurs ont augmenté ces dernières années (certains disent que ce sport devient traditionnel), ceci est du principalement au fait que la fédération de football nationale a fait de nombreuses réformes et aussi grâce à la participation à la coupe du monde de football de 2006 où l'Australie a été jusqu'en 8e de finale. L'équipe de football nationale a terminé sur un succès au niveau international, décrochant le record du monde de la plus large victoire (31 à 0 contre les Samoa américaines) et a été classé dans le top 50 du Classement mondial de la FIFA.
L'année 2004 marque la dernière saison pour la National Soccer League, la première compétition australienne de football, et en 2005, la ligue A est lancée. La ligue A joue alors en été, la saison traditionnelle de repos, pour éviter les conflits avec la plupart des codes établis en publicité sur le football et pour avoir la possibilité d'être en raccord avec la compétition européenne.
La ligue A prouve alors sa réussite avec sa saison régulière 2006-2007, atteignant une affluenca moyenne record de 12 927 spectateurs. La plus remarquable, La Melbourne Victory FC a attiré une moyenne de 27 728 spectateurs lors de ses matchs à domiciles durant la saison, avec une affluence record lors des matchs aller et retour de 50 333 spectateurs, contre le Sydney FC au Telstra Dome le 8 décembre, et une foule de 55 436 spectateurs a vu le Victory battre Adélaïde United 6-0 lors de la grande final, un record pour une compétition de football nationale en australie.
Historiquement, ce sport est connu par de nombreux australiens sous le terme soccer, mais de nombreuses organisations officielles, clubs et compagnies de médias utilisent maintenant le terme football pour suivre l'usage commun international. Cependant l'usage populaire bien établi du mot football veut encore dire pour beaucoup d'australiens football australien ou rugby à XIII.

## Softball
L'histoire du softball australien débute en 1939, quand Gordon Young, Directeur d'éducation physique en Nouvelle-Galles du Sud, commença à promouvoir ce jeu dans les écoles et collèges. En 1942, pendant la Seconde Guerre mondiale, un sergent de l'US Army, William Duvernet, organise une partie de softball pour occuper les soldats américains stationnés dans le Victoria. un autre américain, Max Gilley, introduisit les Jeux dans le Queensland en 1946. Le premier championnat inter-État australien a été joué à Brisbane en 1947 et fut gagné par Victoria. Le second championnat national a été joué à Melbourne 2 ans plus tard. C'est à ce championnat que la fédération australienne de softball a été créée avec comme membres fondateurs les États du Queensland, du Victoria, de l'Australie-Méridionale et de Nouvelle-Galles du Sud. Les autres États australiens les ont ensuite rejoint. Huit championnats australiens ont maintenant lieu chaque année : l'Open femmes, l'Open hommes, les moins de 23 ans hommes et femmes, les moins de 19 ans hommes et femmes, et les moins de 16 ans hommes et femmes. Le softball est un sport majeur dans les programmes scolaires depuis quelque temps déjà et on estime que plus de 250 000 enfants jouent à ce sport chaque année.

## Natation

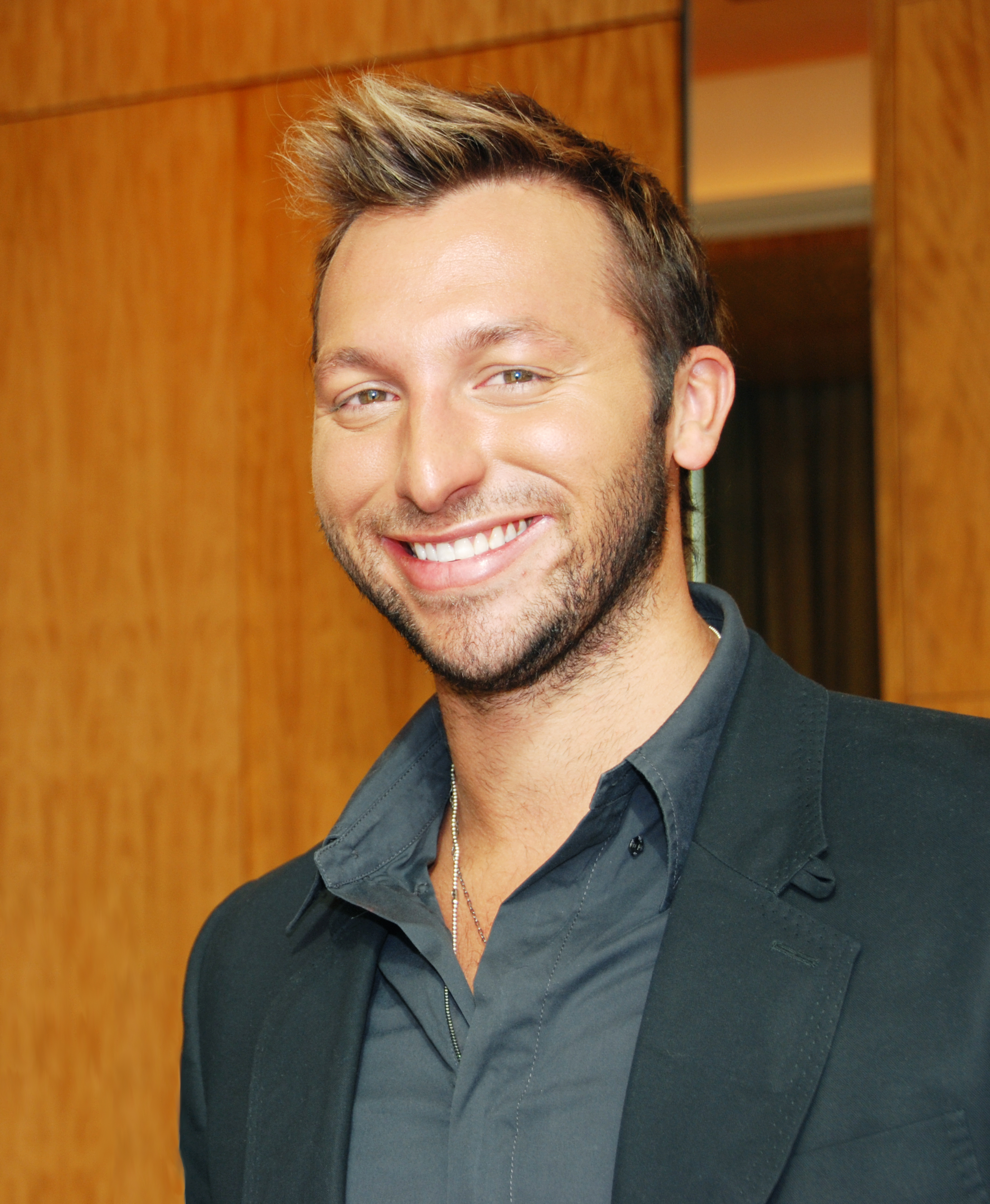
Ian Thorpe.

La natation est un sport vraiment courant et populaire en Australie autant comme loisir que comme compétition sportive. Beaucoup d'australiens apprennent à nager à un jeune âge pour pouvoir profiter de la plage et également en raison de la présence de nombreuses piscines dans le pays. Beaucoup de nageurs continuent à nager et à s'entrainer pour la compétition dans des brigades et font des compétitions les week-ends. Des nageurs australiens victorieux, comme Samantha Riley, commencent leur carrière de natation en suivant un programme de natation. Apprendre la natation au niveau compétitif est souvent proposé en école primaire dans les piscines locales pendant les périodes scolaires. 
Le succès de la natation australienne est mesurable grâce à la domination du pays au niveau international dans ce sport. Des athlètes comme Grant Hackett, Ian Thorpe, Leisel Jones et Libby Trickett ont tous bénéficié d'un programme de développement sportif en partenariat avec l'AIS. L'autre réussite est que la population australienne est peu nombreuse par rapport aux autres nations dominant ce sport comme les États-Unis.

## Tennis

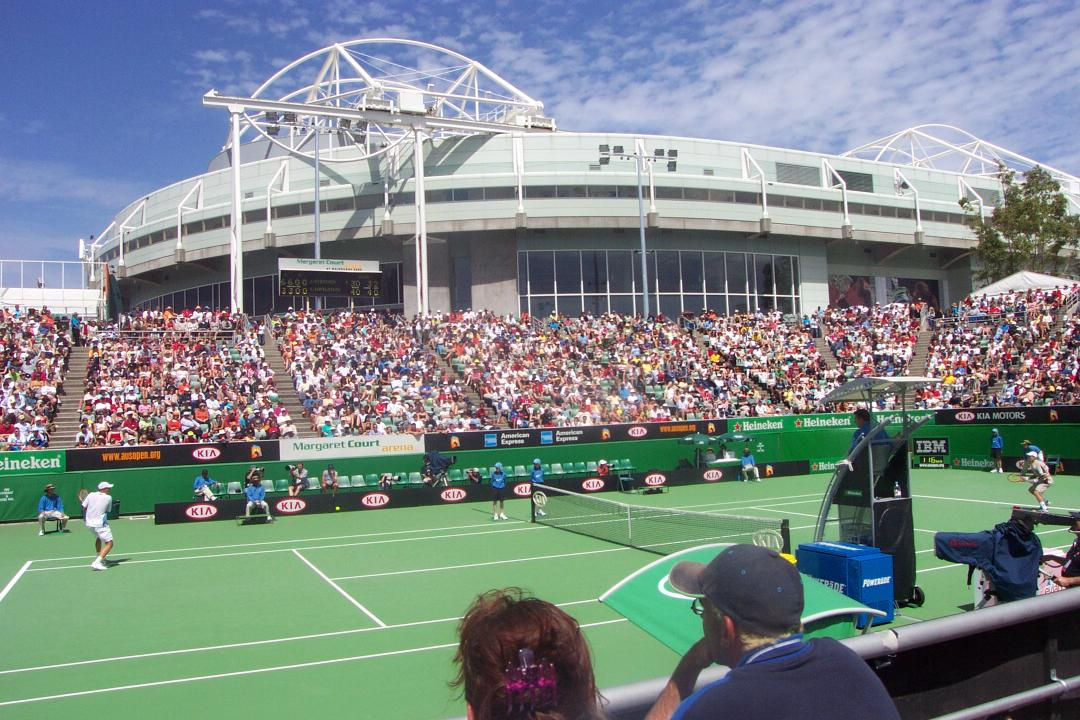
Open de tennis australien

Un des quatre Grands Chelems  de tennis est joué en Australie, l'Open d'Australie, qui se déroule à Melbourne. Ce tournoi a été créé il y a plus de cent ans, en 1905. Il s'agissait alors du championnat de tennis australiasien qui se déroulait sur le terrain de cricket de St Kilda Road à Melbourne. Comme les 3 autres événements du Grand Chelem, il était fréquenté par les meilleurs joueurs amateurs. Il était connu sous le nom de championnats australiens, jusqu'en 1968 et la création de l'open de tennis. On y trouve des compétitions simple homme et femme, double hommes, femmes et mixtes, autant en compétitions juniors que masters.
L'Australie compte de nombreux joueurs très connus comme Rod Laver, Mark Philippoussis, Margaret Court, Roy Emerson, Lleyton Hewitt, John Newcombe, Evonne Goolagong, Patrick Rafter, Ken Rosewall, Nick Kyrgios et Les Woodies. Les Woodies, formé du duo Todd Woodbridge - Mark Woodforde, a été l'équipe double homme la plus victorieuse de l'histoire. Ils ont gagné 11 Grands Chelems et une médaille d'or olympique.
Dans le Jeu de paume, l'actuel champion du monde de jeu de paume est Robert Fahey de Hobart, en Australie. Fahey est le plus long champion en service dans le jeu de paume.

## Touch Football
Le Touch Football, qui trouve ses origines dans le rugby à XIII, est vraiment très suivi en Australie, principalement dans les régions traditionnelles du rugby à XIII du Queensland et de Nouvelle-Galles du Sud, mais aussi dans le Territoire de la capitale australienne et plus récemment dans le Victoria et l'Australie-Occidentale.
La fédération de Touch Football Australia (TFA) et la  National Touch League (NTL) ont des équipes originaires de 13 régions dans tout le pays, se rencontrant dans 12 divisions allant des Open hommes, femmes et mixtes jusqu'aux rencontres des femmes de plus de 40 ans et des hommes de plus de 50 ans.
L'Australie a lancé tous les championnats du monde de touch football depuis l'inauguration de l'évènement qui s'est tenue à Gold Coast dans le Queensland en 1988.
La NRL ( Rugby à XIII) et la TFA (Touch football) ont lancé en aout 2013 un partenariat sportif historique représentant la plus grande impulsion à la participation et au développement d'un jeu dans l'histoire du sport. Les deux organismes sportifs sont convenus de former une alliance stratégique en vue de créer «la plus grande communauté sportive de l'Australie». Ils bénéficieront ainsi de plus de soutiens que ceux qui existent actuellement pour la Rugby League et le développement du jeu, tout en s'assurant qu'il y ait une place sur le terrain pour les deux disciplines. Plus d'un million de joueurs participent aux compétitions NRL-TFA.

## Sports d'hiver

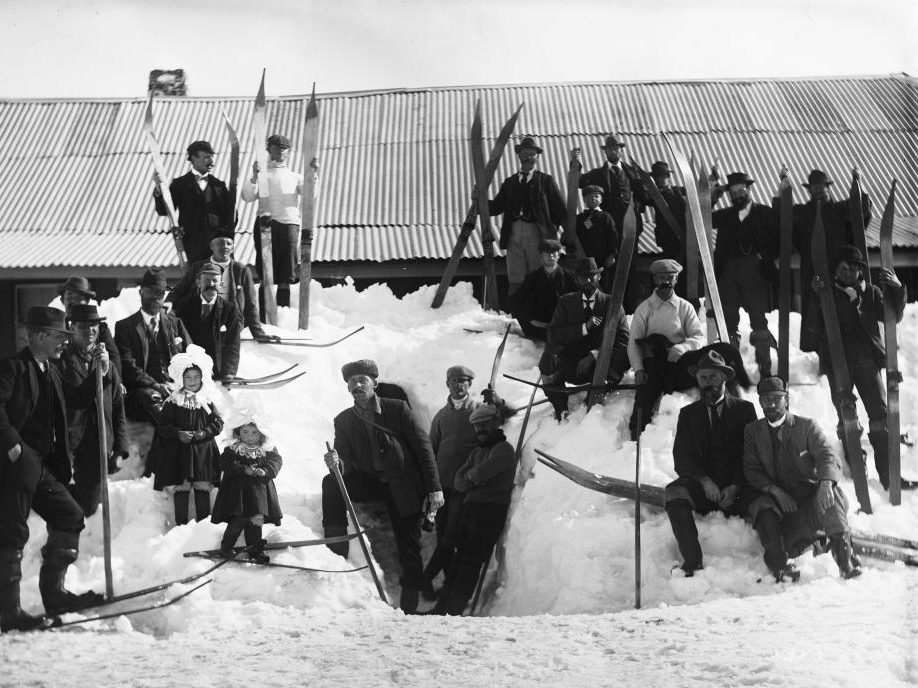
Kiandra Snow Shoe Carnaval en 1900

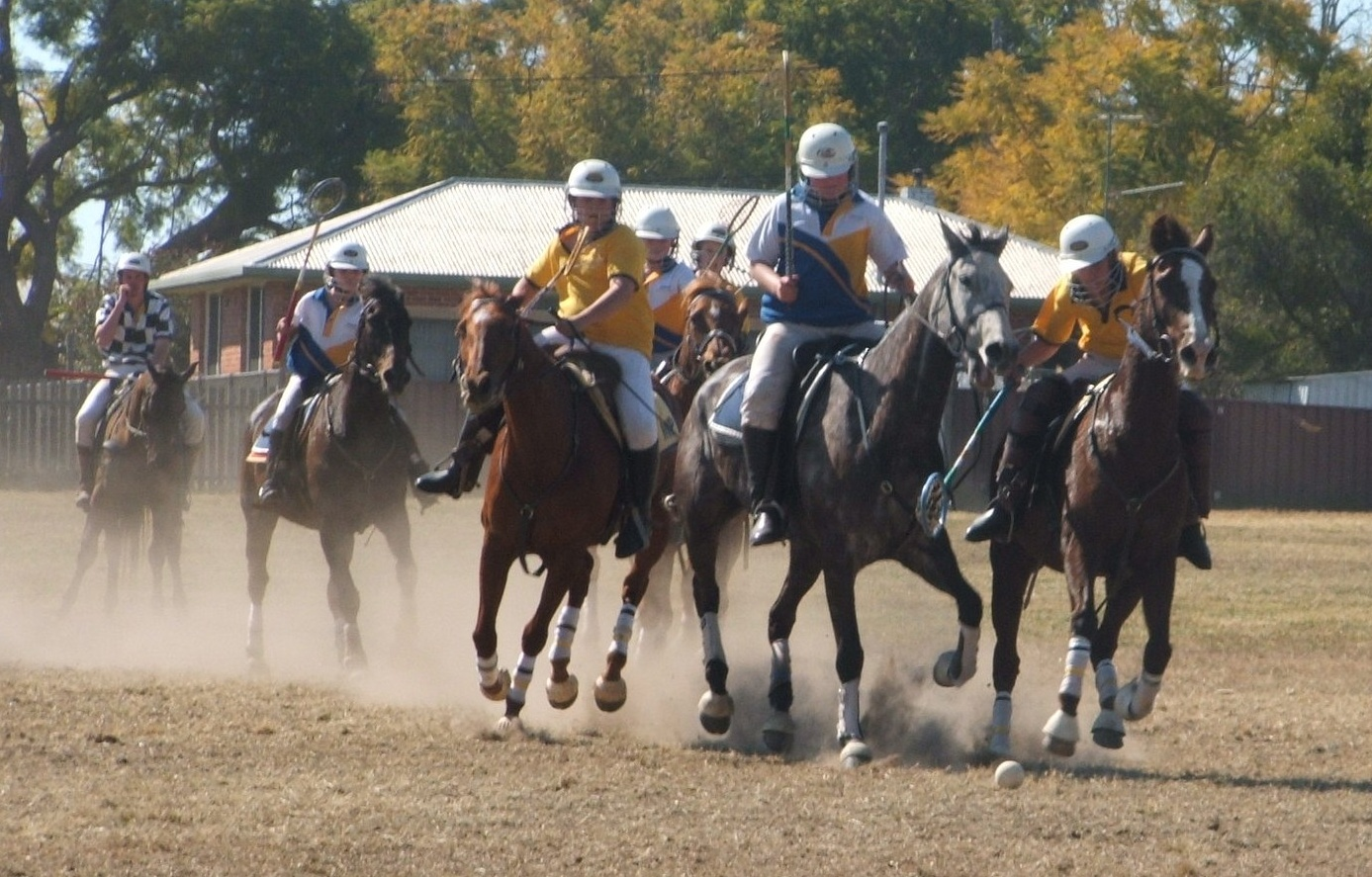
Joueurs de Polo en Nouvelle-Galles du Sud, en Australie

La neige tombe en Australie sur les Alpes australiennes et une partie de la Tasmanie et le pays possède des patinoires dans de nombreuses villes. En conséquence de quoi, les australiens sont capables de participer dans une grande variété de sports d'hiver, comme le ski, le snowboard, le ski de fond, le biathlon, le ski acrobatique (dont le ski aérien et moghol), le hockey sur glace, le curling, le short-tracket le patinage artistique. L'Australie a des programmes olympiques pour la majorité de ces sports. L'Australie a peu ou pas de facilités pour pratiquer le saut à ski, et les pistes de ski sont trop petites pour pratiquer les compétitions rapides comme le Super-G et le ski de vitesse. Il n'y a pas de descente de bobsleigh (utilisées pour le bobsleigh, la luge et le skeleton) en Australie (la plus proche se trouve au Japon), malgré tout l'Australie participe à l'extérieur dans des courses de descente, et on trouve une entrée de piste de Bobsleigh dans les docks de Melbourne.
Les Australiens ont participé au ski en tant que sport à partir du XIXe siècle, le point de départ étant probablement Kiandra, dans les Snowy Mountains en 1861. Parmi les skieurs le plus connues, on peut citer Malcolm Milne, Zali Steggall, Alisa Camplin et Dale Begg-Smith. Parmi les stations de sports d'hiver pour le ski en Australie figurent : Thredbo, Perisher et Charlotte Pass en Nouvelle-Galles du Sud et Mont Hotham, Falls Creek et Mont Buller au Victoria. En hiver, les vastes plateaux et les sommets permettent la pratique du ski de fond dans la région - notamment dans le  Kosciusko Backcountry, Jagungal Wilderness, Plateau Bogong et les Parcs nationaux de Tasmanie.
Le Mount Buller World Aerials est un évènement de saut aérien qui se tient au Mount Buller, dans le Victoria. C'est le premier évènement de l'année dans le calendrier des coupes du monde. Le Kangaroo Hoppet est une course de ski de fond de 42 km, qui se tient à Falls Creek, dans le Victoria. En même temps ont lieu l'Australian Birkebeiner (21 km) et la course Joey Hoppet (7 km). Le Kangaroo Hoppet et l'Australian Birkebeiner font partie des courses de ski de fond du Worldloppet.
La première patinoire a probablement été ouverte en 1889, et une autre à Adelaide en 1903. Le hockey sur glace a été joué à partir de 1904. 
Une équipe de compétition féminine de skeleton a été créée avec des athlètes qui n'ont jamais concouru dans ce sport avant, avec comme objectif d'obtenir une médaille olympique lors des Jeux olympiques d'hiver de 2006.
Le Short-track est régi par l'Australian Amateur Ice Racing Council qui s'occupe d'encourager les compétitions inter-États comme le Duke Trophy.

## Autres sports

### Sports Olympiques
- Aviron - Ce sport est un sport traditionnel populaire en Australie, et est dirigé par Rowing Australia[22].
- Badminton - La première compétition en Australie a eu lieu en 1900 et le sport est régi par Badminton Australia[23].
- Boxe anglaise - Boxing Australia est le corps dirigeant pour la boxe anglaise au niveau olympique ou amateur[24].
- Canoë-kayak - Canoeing and Kayaking Australia est la fédération australienne de ces sports, créée en 1949[25], les australiens ont remporté 15 médailles olympiques dans cette épreuve[26].
- Concours complet d'équitation - Ce sport qui a été un succès au niveau australien lors de récents Jeux olympiques est dirigé par the Equestrian Federation of Australia[27].
- Dressage - Cet évènement équestre est régi par the Equestrian Federation of Australia[27].
- Escrime - Sport dirigé par the Australian Fencing Federation[28].
- Haltérophilie - Ce sport est dirigé par the Australian Weightlifting Federation[29].
- Handball - C'est un sport mineur en Australie, administré par Handball Australia[30].
- Hockey subaquatique - Sport pratiqué dans la plupart des écoles d'Australie du sud, relativement nouveau il est apparu dans les années 1980 et se pratique de plus en plus, ce sport est presque devenu un succès nationale même s'il est relativement peu médiatisé. L'équipe Australienne de hockey subaquatique a déjà remporté plusieurs fois la coupe du monde.
- Judo - La première démonstration de judo a eu lieu en 1906 et est maintenant régie par the Australian Judo Federation[31].
- Lutte - Même si ce sport est un sport mineur en australie, les lutteurs australiens ont déjà gagné 3 médailles olympiques[32].
- Navigation à voile - Yachting Australia est responsable de ce sport en Australie[33], l'Australie a gagné la coupe de l'America en 1987.
- Pentathlon moderne - Ce sport est une épreuve alliant athlétisme, natation, escrime, tir et épreuves équestres[34].
- Plongeon - Dick Eve a gagné la première médaille d'or olympique australienne en 1924[35]. Diving Australia est responsable de l'administration et du développement de ce sport[36].
- Saut d'obstacles - Cet évènement équestre est conduit par the Equestrian Federation of Australia[27].
- Taekwondo - Ce sport est régi par Taekwondo Australia[37].
- Tennis de table - Ce sport, très populaire comme passe-temps, mais aussi comme compétition olympique, est régi par Table Tennis Australia[38].
- Tir à l'arc - est conduit par l'Archery Australia: L'archer australien le plus connu et le plus victorieux est l'ancien champion du monde et olympique, Simon Fairweather[39].
- Tir  - Ce sport est populaire en Australie, avec plus de 765 000 tireurs licenciés en août 2007. Au niveau international, l'Australie a de bons résultats, avec Michael Diamond qui a gagné de nombreuses médailles aux Jeux olympiques et du Commonwealth. La plus grosse fédération de tir dans le pays est la 'Sporting Shooters' Association of Australia, avec plus de 120 000 membres[40].
- Triathlon - Ce sport est administré par Triathlon Australia[41] qui organise des compétitions internationales (l'épreuve des séries mondiales à Gold Coast, les Ironman Australie, Cairns et Western Australie). Le talent et l'ambition des triathlètes australien(nes) est à l'image de leur série chez les femmes aux championnats du monde entre 1992 et l'an 2000 où elles ne lâchèrent qu'une seule couronne sur neuf.
- Volley-ball - L'Australie a eu des succès internationaux en beach-volley. L'Australian Volleyball Federation est la fédération organisatrice[42].
- Water-polo - Les équipes australiennes ont eu des succès dans ce sport aux Jeux olympiques et aux championnats du monde. Australian Water Polo est la fédération dépendante du gouvernement[43].

### Sports de plage

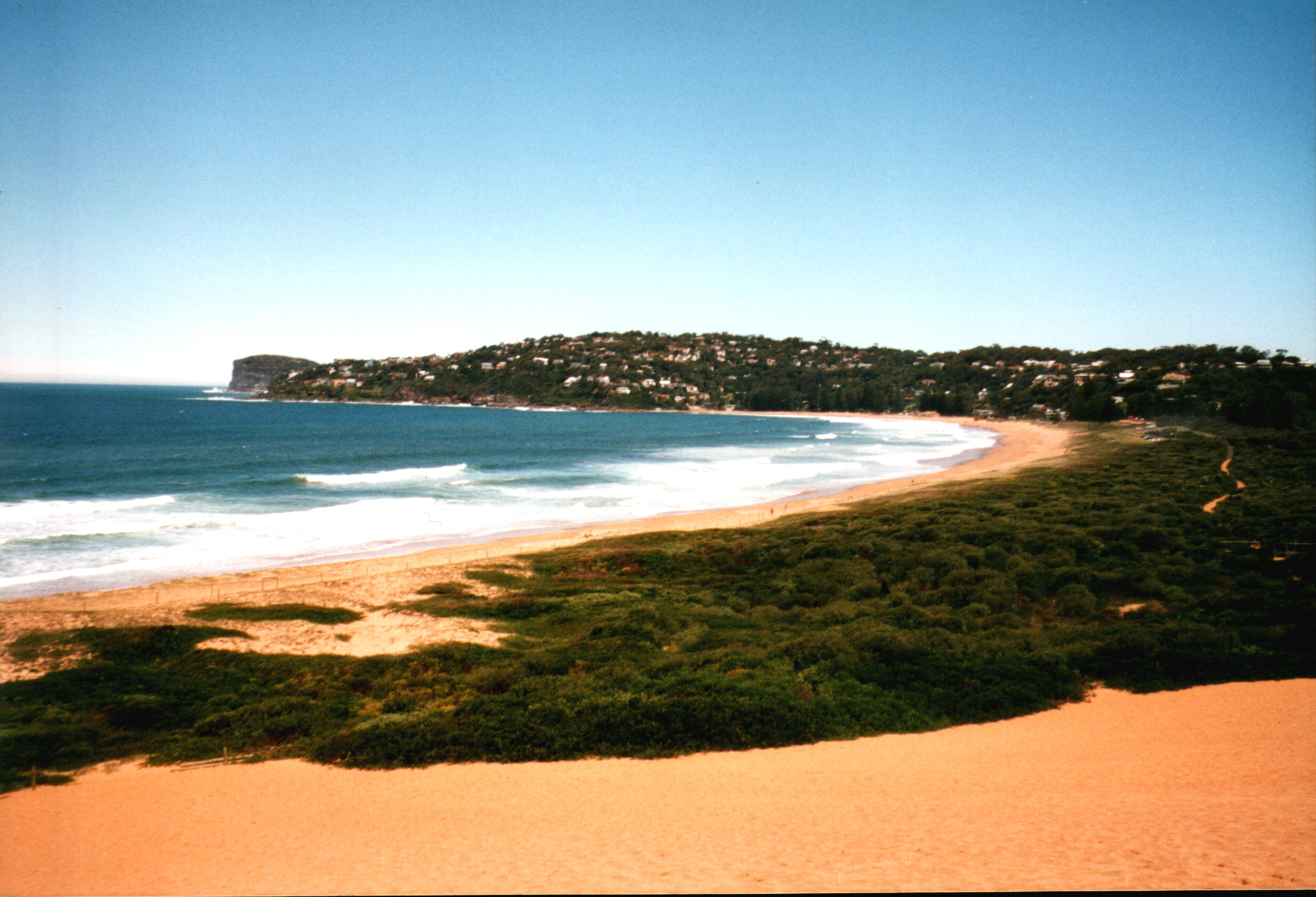
Palm Beach, Sydney.

Grâce au climat et à la culture australienne, les sports de plage sont très populaires en Australie  - surtout la natation, le surf et le Sauvetage sportif. Le club célèbre de sauvetage aquatique du plage de Bondi a été établi en 1906 et le Surf lifesaving, mouvement de sauvetage aquatique volontaire organisé, est devenu plus en plus populaire. l'Australie, le pays d'origine de ce sport, organise un championnat national aussi important que ceux de football en Europe.
En 1915, Duke Kahanamoku de Honolulu fut le premier surfeur en Australie. Le pays compte de nombreuses compétitions de surf, notamment le Bells Beach Pro Surf, ainsi que des surfeurs australiens ayant acquis une reconnaissance internationale comme Tom Carroll, Layne Beachley et Mick Fanning.
- Ironman
- Surf lifesaving
- Surf
- Touch football

### Jeux et passe-temps
- Billard anglais - Walter Lindrum est le meilleur joueur dans ce sport, ayant remporté 57 records du monde, beaucoup tenant toujours. Il a remporté les championnats du monde de billard en 1933 et l'a conservé jusqu'à sa date de fin de carrière en 1951. Lindrum est aussi considéré comme l'un des meilleurs sportifs de tous les temps australiens, avec Donald Bradman et Hubert Opperman. À sa mort en 1960, les journaux l'ont appelé "the Bradman of Billiards".
- Fléchettes - Tony David a été le champion en 2002 lors des Championnats du monde de fléchettes et le premier australien à remporter un titre dans ce jeu.
- Pêche
- Skateboard
- Le Snooker n'est pas particulièrement populaire en Australie, mais le natif de Melbourne Neil Robertson est devenu en 2006-2007 le premier australien à gagner deux titres majeurs : Le Grand Prix en octobre et le Welsh Open en février. Les autres anciens joueurs notables sont entre autres Horace Lindrum qui a été champion du monde en 1952 et qui a perdu 3 fois contre Joe Davis dans les années 1930, Eddie Charlton qui a été deuxième aux championnats du monde de snooker, et dans les joueurs plus jeunes, Quinten Hann. Le championnat du monde de snooker s'est tenu deux fois en Australie, en 1971 et en 1975.

### Sports mineurs
- Balai-ballon sur glace
- Bocce  - Ce sport est une variante du jeu de boules, c'est un mélange entre le boulingrin et le bowling, pratiqué par de nombreux clubs de boulingrin.
- Boulingrin - Ce jeu a une popularité considérable en Australie. Traditionnellement associée à une population senior, suffisamment de jeunes jouent, ce qui permet à ce sport d'être une des forces sportives de l'Australie au niveau international. Il y a dans clubs de boulingrin dans plusieurs villes. Durant ces dernières années, ce sport a gagné en popularité auprès des jeunes et est apparu dans la culture populaire, dans des émissions de télévision et des films comme Crackerjack et The Secret Life of Us
- Bowling - Ce sport a toujours été relativement peu populaire, mais est devenu maintenant un passe-temps social.

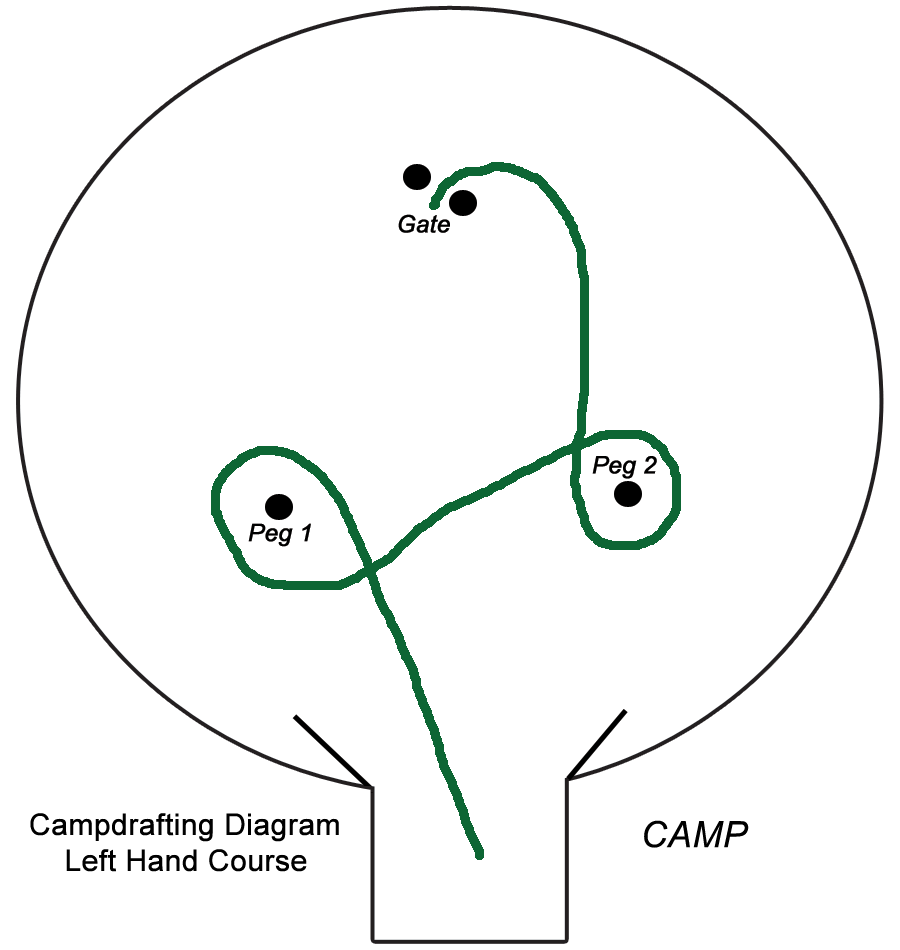
Plan d'une course de campdrafting standard, où on ne voit pas le bœuf ou la génisse

- Campdrafting[46] - Ce sport, joué uniquement en Australie, est vraiment populaire. C'est un sport équestre où un cavalier doit effectuer un parcours tout en contrôlant son animal qui se retrouve dans une arène face à un bovin.
- Course d'orientation - Ce sport allie les compétences de Cross-country et de navigation et se passe dans la nature. Il est géré par Orienteering Australia[47].
- Crosse - Ce sport est joué par relativement peu de personnes en Australie, mais c'est l'un des plus vieux sports de ce pays, créé en 1875. L'équipe national a connu des succès, avec l'équipe nationale féminine, qui a remporté la coupe du monde en 1986 et en 2005, alors que l'équipe masculine a été de nombreuses fois seconde.
- Handball australien - Fondé en 1847, ce sport est semblable au squash, sans raquette. Il existe deux versions principales pour ce sport : la version murale ("rebound handball") et la version des quatre carrés ("four square"). les deux versions sont extrêmement populaires parmi les jeunes australiens. Ce sport est organisé par the Australian Handball Council[48].
- Football américain - L'Équipe d'Australie de football américain, appelée les Australian Outbacks, est régie par la Fédération d'Australie de football américain.
- Football gaélique - Ce sport est en pleine croissance en Australie autant au niveau féminin que masculin chez les irlandais expatriés mais aussi les australiens. Il est régi par the Gaelic Athletic Association of Australasia et de nombreuses autres fédérations.
- Hockey sur glace
- Hurling - Ce sport d'origine irlandaise présente des similarités avec le hockey sur gazon et la crosse. En tant que sport gaélique, il est géré par the Gaelic Athletic Association of Australasia
- International rules football[49] - Ce sport est un compromis entre le football australien et le football gaélique permettant la rencontre des équipes de ces deux sports. Au niveau international, ce sport existe et permet la rencontre des équipes d'Australie et de l'Irlande.
- Korfbal - Ce sport originaire des Pays-Bas ressemble au netball et au basket-ball, il a de nombreuses franchises dans beaucoup d'États australiens, et l'équipe nationale australienne a fini 8e sur les 16 qualifiés aux championnats mondiaux de 2007 et 2e derrière Chinese Taipei dans les championnats Asie-Océanie junior et sénior.
- Polo
- Radiogoniométrie sportive  - Ce sport combine les habiletés de la Course d'orientation avec les compétences de radiogoniométrie. Bien que ce soit un sport inconnu pour beaucoup, l'Australie a connu des succès lors des compétitions régionales Asie/Pacifique. Ces évènements sportifs sont organisés par les clubs locaux et l'équipe nationale est gérée par le Wireless Institute of Australia[50].
- Rodéo
- Trugo[51]  - Ce sport n'existe qu'en Australie et est joué par un petit nombre de personnes.
- Ultimate - Les équipes australiennes se sont placées 3e aux championnats du monde de 2004[52], et 2e en 2005[53]. Ce sport est régi par l'Australian Flying Disc Association[54].
- Vigoro[55] - Ce jeu ressemble au cricket et au baseball, et est principalement joué par les femmes.
- Vol à voile
- trottinette freestyle

## Les Jeux du Commonwealth
L'Australie est une des nations qui ont participé à tous les évènements organisés par l'Empire britannique et le Commonwealth. Les Jeux du Commonwealth ont été accueillis 4 fois en Australie :
- Jeux de l'Empire britannique de 1938 - Sydney
- Jeux de l'Empire britannique et du Commonwealth de 1962 - Perth
- Jeux du Commonwealth de 1982 - Brisbane
- Jeux du Commonwealth de 2006 - Melbourne

L'Australie a connu des succès lors de ces jeux. Aux Jeux du Commonwealth de 2006 à Melbourne, l'Australie a remporté 84 médailles d'or, 69 médailles d'argent et 68 médailles de bronze. Juste derrière elle se trouvait l'Angleterre, avec 36 médailles d'or.

## Jeux olympiques
Deux éditions des Jeux olympiques se sont tenues en Australie : les Jeux olympiques d'été de 1956 à Melbourne et les Jeux olympiques d'été de 2000 à Sydney. L'Australie est un des trois uniques pays à avoir envoyé des athlètes à toutes les olympiades d'été. Les sportifs australiens les plus médaillés aux Jeux olympiques sont Leisel Jones et Ian Thorpe avec 9 médailles, dont 5 d'or pour Thorpe. Les sportifs ayant obtenu 4 médailles d'or olympiques sont : Betty Cuthbert, Murray Rose, Dawn Fraser et Shane Gould.
L'olympiade où l'Australie a eu le plus de médailles a été celle de Sydney 2000, avec 58 médailles, dont 16 d'or. Il s'agissait alors de la plus grosse équipe jamais envoyée par l'Australie : 630 sportifs, qualifiés dans tous les sports représentés. L'olympiade où l'Australie a remporté le plus de médailles d'or a été les Jeux olympiques d'été de 2004 à Athènes, avec 17 médailles d'or.

## Universiades
Les universités ont un rôle important dans la promotion du sport en Australie, avec de nombreuses compétitions pour les équipes universitaires (bien que l'attention portée au sport universitaire soit moins importante qu'aux États-Unis). Les Universiades australiennes ont lieu de manière annuelle. Les Universités se rencontrent dans des sports traditionnels comme l'athlétisme, le touch football, le rugby à XV et des sports moins courants comme l'ultimate. Les équipes se qualifient en juillet dans leurs régions et les jeux universitaires australiens se déroulent en septembre. Tous les deux ans, une équipe australienne est sélectionnée pour concourir aux Universiades mondiales.

## Palmarès International
La liste suivante propose les principaux titres internationaux élites remportés par des équipes nationales, clubs ou sportifs australiens.

### Jeux olympiques
Données officielles du CIO.
- 143 médailles d'or olympiques
- 154 médailles d'argent olympiques
- 179 médailles de bronze olympiques

### Football
- 1 Coupe d'Asie de football féminin (Équipe d'Australie de football féminin 2010)
- 3 Coupe d'Océanie de football féminin (Équipe d'Australie de football féminin 1995, 1998 et 2003)
- 4 Ligue des champions de l'OFC (Adélaïde City 1987, South Melbourne FC 1999, Wollongong Wolves 2001 et Sydney FC 2005)

### Rugby à XV
- 2 Coupe du monde de rugby à XV (Équipe d'Australie de rugby à XV 1991 et 1999)
- 3 The Rugby Championship (Équipe d'Australie de rugby à XV 2000, 2001 et 2011)
- 3 Super 15, 14, 12 (Brumbies 2001 et 2004, Queensland Reds 2011)

### Rugby à XIII
- 9 Coupe du monde de rugby à XIII (Équipe d'Australie de rugby à XIII 1957, 1968, 1970, 1975, 1977, 1985-1988, 1989-1992, 1995,2000,2013 , 2017)
- 3 Tri-Nations de rugby à XIII (Équipe d'Australie de rugby à XIII 1999, 2004 et 2006)
- 2 Tournoi des Quatre Nations (Équipe d'Australie de rugby à XIII 2009 et 2011)

### Basket-ball
- 1 Championnat du monde de basket-ball féminin (Équipe d'Australie de basket-ball féminin 2006)
- 3 Médaille d'argent aux Jeux olympiques (Équipe d'Australie de basket-ball féminin 2000, 2004 et 2008)
- 2 Médaille de bronze aux Jeux olympiques (Équipe d'Australie de basket-ball féminin 1996 et 2012)
- 17 Championnat d'Océanie de basket-ball  (Équipe d'Australie de basket-ball 1971, 1975, 1978, 1979, 1981, 1983, 1985, 1987, 1989, 1991, 1993, 1995, 1997, 2003, 2005, 2007 et 2011)
- 13 Championnat d'Océanie de basket-ball féminin  (Équipe d'Australie de basket-ball féminin 1974, 1978, 1982, 1985, 1989, 1995, 1997, 2001, 2003, 2005, 2007, 2009 et 2011)
- 1 FIBA Diamond Ball masculine  (Équipe d'Australie de basket-ball 2000)
- 1 FIBA Diamond Ball féminine  (Équipe d'Australie de basket-ball féminin 2004)
- 1 Coupe Stanković des champions continentaux  (Équipe d'Australie de basket-ball 2009)

### Handball
- 4 Championnat d'Océanie masculin de handball  (Équipe d'Australie masculine de handball 2004, 2006, 2010 et 2012)
- 1 Championnat d'Océanie féminin de handball  (Équipe d'Australie féminine de handball 2011)

### Triathlon
- 1 titre de championne olympique : Emma Snowsill (2008)
- 19 titre de champion(ne) du monde distance olympique : Greg Welch (1990), Miles Stewart (1991), Michellie Jones (1992, 1993), Emma Carney (1994, 1997), Jackie Gallagher (1996), Chris McCormack (1997), Joanne King (1998), Loretta Harrop (1999), Nicole Hackett (2000), Peter Robertson (2001, 2003, 2005), Emma Snowsill (2003, 2005, 2006), Emma Moffatt (2009, 2010)
- 4 titres de champion(ne) du monde longue distance : Greg Welch (1996), Rina Hill (1998), Chris McCormack (2012), Melissa Hauschildt (2013)
- 11 titres de champion(ne) du monde d'Ironman : Greg Welch (1994), Michellie Jones (2006), Chris McCormack (2007, 2009), Craig Alexander (2008, 2009, 2011), Mirinda Carfrae (2010, 2013 ,2014), Pete Jacobs (2012)
- 6 titres de champion(ne) du monde d'Ironman 70.3 : Mirinda Carfrae (2007), Melissa Hauschildt (2011, 2013), Craig Alexander (2006, 2011),  Timothy Reed (2016)

### Volley-ball
- 1 Championnat d'Asie et d'Océanie de volley-ball masculin  (Équipe d'Australie de volley-ball 2007)

### Water-polo
- 1 Médaille d'or olympiques  (Équipe d'Australie de water-polo féminin 2000)
- 2 Médaille de bronze olympiques  (Équipe d'Australie de water-polo féminin 2008 et 2012)
- 1 Championnats du monde de water-polo  (Équipe d'Australie de water-polo féminin 1986)